# Pere March
Pere March (Valence, né entre 1336 et 1338 — Balaguer, 7 juin 1413) est un poète médiéval valencien d'expression catalane, père d'Ausiàs March.

## Biographie
Son grand-père, également nommé Pere March, était trésorier de Jacques II d'Aragon et seigneur de plusieurs fiefs dans le Baix Empordà (Catalogne). Son père Jaume March est fait chevalier en 1360.
Sa famille s'installe à Barcelone en 1347.

## Œuvre
Trois vastes poèmes par Pere March sont préservés : 
- El mal d'amor (« Le mal d'amour »).
- «L'arnés del cavaller (« Harnais de chevalier »).
- Lo compte final (« Le compte final »).

Sont également parvenues jusqu'à nous neuf courts poèmes caractérisés par leurs réflexions morales.